# مسجد كاتب الولاية
مسجد كاتب الولاية أو مسجد ولايات هو مسجد تاريخي صغير يقع على طول شارع عمر مختار في مدينة غزة في حي الزيتون في المدينة القديمة، تم بناء المسجد من قبل المماليك البرجي في عام 1432م، ومع أن تاريخ المبنى يعود إلى عام 1344م، تم تكليف أحمد بك الكاتب العثماني في منطقة دمشق بإضافات إلى الجزء الغربي من المسجد في عام 1584م.

## الناحية المعمارية
الهيكل الرئيسي للمسجد هو قاعة الصلاة مستطيلة الشكل وتعود إلى الفترة المملوكية، يقع المدخل عند جدار القبلة (مؤشر الاتجاه نحو مكة المكرمة). 

## المِئذنة
مئذنة المسجد ترتفع فوق الجدار الشرقي للمسجد،بجوار برج الجرس في كنيسة القديس برفيريوس، يقول المؤرخ الفلسطيني عارف العارف إن الأسطورة المحلية تنسب هذا الموقع للمبنى إلى الخليفة الرشيد عمر بن الخطاب والجنرال المسلم عمرو بن العاص ببناء مسجد بجوار كل كنيسة في الأراضي التي غزاها المسلمون، وهناك حكاية أخرى تدعي أن المسجد كان في وقت سابق ديراً يعرف باسم دير سلم الفضل، ويفتقر كلاهما إلى أي أساس يمكن التحقق منه بخلاف الفولكلور المحلي.، في عام 1432، تم ترميم المئذنة بوساطة سيف الدين إينال، المماليك البرجي الذي أصبح فيما بعد سلطاناً في عام 1453. 